# 13028 Клаусчира
13028 Клаусчира (13028 Klaustschira) — астероїд головного поясу, відкритий 5 квітня 1989 року.
Тіссеранів параметр щодо Юпітера — 3,409.